# Glaphyra tenuitarsis
Glaphyra tenuitarsis là một loài bọ cánh cứng trong họ Cerambycidae.